# Масютин Василь Миколайович
Масютин Василь Миколайович (1884 — грудень 1955) — український графік, медальєр, гравер. Жив у Берліні. 

## Життєпис
Дитячі роки пройшли на Чернігівщині, звідки родом його батько. Роботу над медалями почав в 1920-х роках, на 1944 рік довів їх число до 48. Після закінчення Другої світової війни продовжив роботу, та не припиняв до самої смерті в грудні 1955 року. Станом на лютий 2015 року відомі 65 медалей на українську тематику.
1933 року він виконав гравюру з портретом Івана Мазепи у стилі західноєвропейських гравюр XVIII сторіччя. Робота була подарована гетьману Української Держави Павлу Скоропадському. Після смерті гетьмана гравюра перебувала в родині Скоропадських, на початку 1990-х років донька Олена Отт-Скоропадська передала гравюру в дарунок Музею гетьманства у Києві. Згодом на основі твору Масютина було створено численні копії та інтерпретації.
Від кінця 1910-х рр. писав оповідання та романи з елементами фантастики й містики українською, російською та німецькою мовами, зокрема «Дні творіння» (1918), «Царівна Нефрета» (1919), «Небезпека зеленого острова», «Der Doppelmensch» («Подвійна людина»; обидва — 1925), роман про клонування людини «Два з одного» (Львів, 1936). 